# Club Atlético Monarcas Morelia
El Club Atlético Monarcas Morelia va ser un club de futbol mexicà de la ciutat de Morelia, Michoacán.

## Història

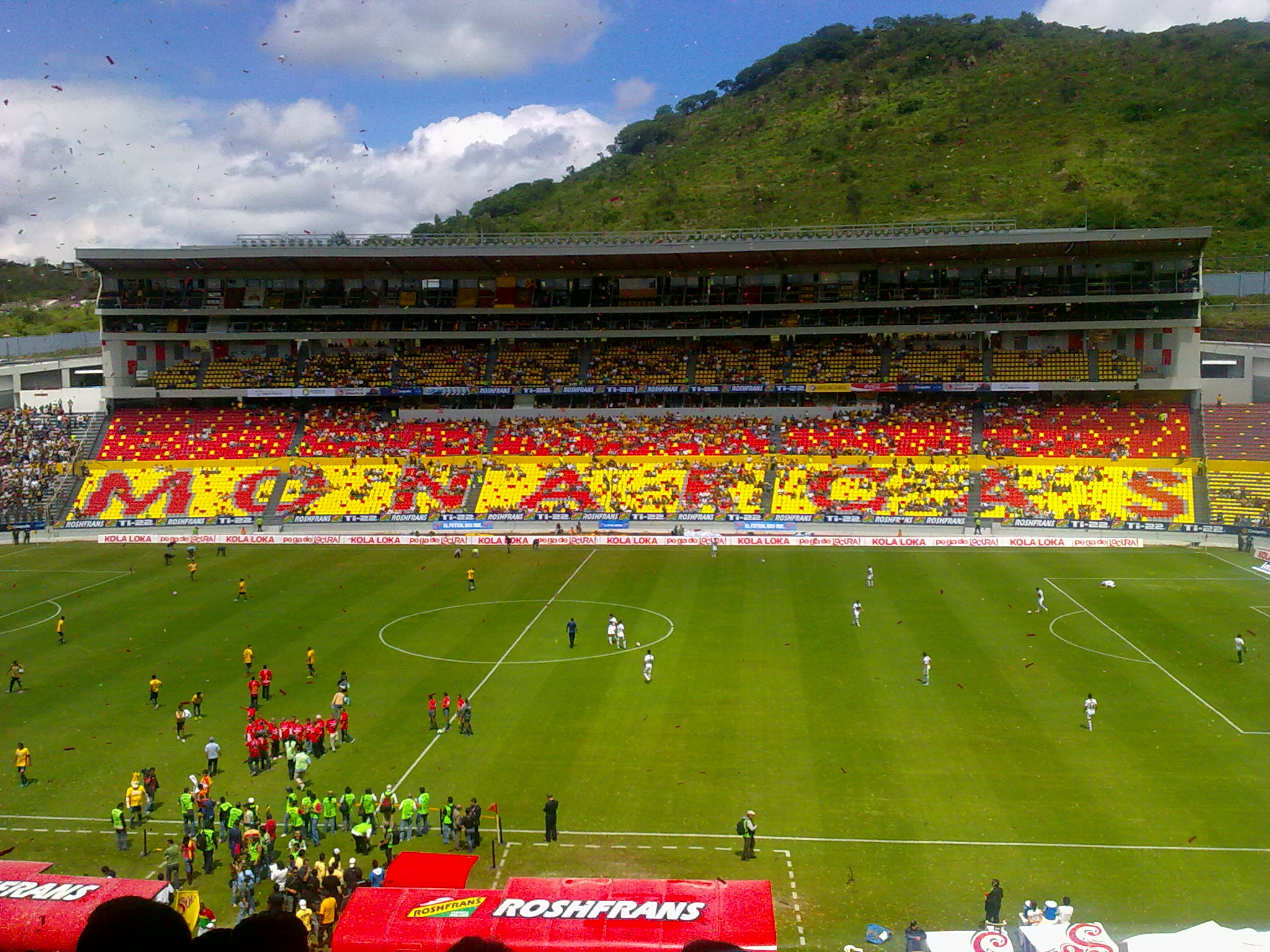
Estadio Morelos.

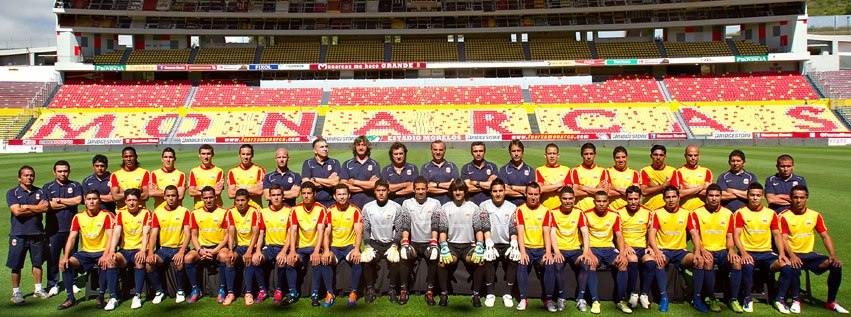
Equip el 2012.

El club va ser fundat el 21 de novembre de 1924 amb el nom Oro Morelia. Ascendí per primer cop a primera divisió la temporada 1956-57.
El 2020,es anuncià que la franquícia es mudaria a la ciutat de Mazatlán. A l'estat de Sinaloa.

## Evolució de l'uniforme
Font:
| 1924 | 1951 | 1964 | 1979 | 1981 | 1986 |

| 1988 | 1992 | 1993 | 1995 | 1997 | 1998 |

| 2000 | 2002 | 2003 | 2004 | 2005 | 2006 | 2007 | 2011 |

## Palmarès
- Liga MX: 
  - Invierno 2000

- Copa MX: 
  - Apertura 2013

- Supercopa MX: 
  - 2014

- Segunda División de México: 
  - 1981

- Superlliga Nord-americana de futbol:
  - 2010